# Дьордь Литван
Дьордь Литван (угор. Litván György, 19 лютого 1929, Будапешт — 8 листопада 2006, Будапешт) — угорський історик, політик, державний діяч і учасник Угорської революції 1956 року.

## Молодість
Дьордь Литван народився 19 лютого 1929 року в освічений угорсько-єврейській сім'ї. Його батько, Джозеф Литван (угор. Litván József) взяв участь у Революції хризантем 1918—1919 року, як ліворадикал. Під час Другої світової війни його батька насильно вислали у концентраційний табір Маутхаузен, у той час як Дьордь і інші члени сім'ї були доставлені в різні табори. Він, його батько і декілька інших членів його сім'ї пережили Голокост, його мати загинула. Батько пізніше одружився з дочкою (Агнеш Феньо) брата близького друга (Мікса Феньо).

## Навчання і рання кар'єра
У 1946—1950 роках Литван вивчав політичну історію та економіку в Будапештському університеті. Потім він відслужив два роки (1950—1952) в угорській армії, після чого працював до 1957 року вчителем у професійній школі.

## Політична діяльність
У період з 1947 по 1956 рік він був членом Угорської комуністичної партії, а потім, у 1954 році він вступив до підпільної Угорської демократичної партії Імре Надя.
23 березня 1956 року на засіданні партії в 13-му районі Будапешта, Дьордь Литван відкрито вимагав відставки Ракоші. Брав активну участь у політичних дискусіях у гуртку Петефі. У час Угорської революції 1956 року він був членом Національної ради інтелігенції 12-го округу Угорської революційної ради. Після поразки революції він зіграв важливу роль у створенні Угорського незалежного демократичного руху, а незабаром був засуджений Верховним народним судом до шести років позбавлення волі без можливості умовно-дострокового звільнення за участь в поширенні політичних брошур.
У 1962 році звільнений з в'язниці і в період між 1963 і 1971 роками працював учителем та бібліотекарем середньої школи. Потім йому запропонували роботу істориком в Інституті історичних досліджень Угорської академії наук. У 1973 році він зарекомендував себе як серйозний історичний дослідник публікацією своєї першої книги під назвою «Перший семінар угорської соціології».
У 1988 році став членом Ради з реституції історичних злочинів і був одним із засновників угорської ліберальної партії Альянсу вільних демократів. З 1995 по 1999 роки викладав в Інституті соціології Університету Будапешта, а також був президентом Австро-Угорського Фонду дій.
Після зміни режиму в Угорщині в 1989 році він виграв різні академічні премії. Він вивчав соціальні і політичні погляди і рухи початку 20-го століття в Угорщині, політичні, дипломатичні та військові чинники, які призвели до Договору Тріанон (за яким більшу частина Угорщини відійшла в сусідні країни), а також загальну історію світу після другої світової війни.